# تل الحصن

منظر لتل الحصن

تقع بلدة الحصن على بعد 8 كيلومترات إلى الجنوب من مدينة إربد الواقعة شمال المملكة الأردنية الهاشمية، على الطريق الذي يربط مدينة اربد بالعاصمة عمان، حيث يقسمها هذا الطريق إلى شطرين الشرقي والغربي.
تنتشر الحصن في بقعة جبلية مطلة من الغرب على الطريق المؤدي إلى محافظة عجلون ولواء المزار الشمالي، ثم تبدأ بانحدار نحو الشرق حتى تصل إلى واد قليل العمق منبسط الجوانب، تبدأ بعده بالارتفاع التدريجي نحو الشرق حتى تصل إلى مشارف الجبال المطلة على مدينة الرمثا والطريق المؤدي إلى محافظة المفرق.

## الجغرافية والمناخ
جغرافيًا فتقع الحصن على دائرة عرض 36 درجة، وترتفع عن سطح البحر حوالي 680 م، وتقدر مساحتها الإجمالية بحوالي 56,000 دونمًا، منها عشرون ألف دونم ضمن المخطط التنظيمي للبلدة، حيث يتم زراعة الأراضي بمختلف أنواع الحبوب، أما الأراضي الجبلية التي تقدر بحوالي 6 آلاف دونم فيتم استغلالها كمقالع ومحاجر للكسارات لإنتاج مواد البناء (العبادي 1987: 30).
تتميز بلدة الحصن بمناخ البحر الأبيض المتوسط، فهي تقع على دائرة عرض 36 درجة، وترتفع عن سطح البحر حوالي 680 م، لذلك يكون مناخ البلدة معتدلاً ودافئًا صيفًا، وباردًا وماطرًا شتاء.

## أصل التسمية
تعني «الحصن» لغويًا كل موضع حصين لا يوصل إلى جوفه، وحصنت القرية إذا بنيت حولها وخيل العرب حصونها، والحصن أيضًا الهلال أو السلاح أو الخيل أو القفل (ابن منظور 1968: 144).
أما المعنى الاصطلاحي: من أصل عربي، وهي تسمية محلية، ويرجعها بعضهم إلى وجود تل الحصن ذلك التل الحصين الذي يقع في القسم الشمالي من البلدة.

## تل الحصن الأثري
يقع تل الحصن على بعد 8 كيلو مترات إلى الجنوب من مدينة إربد في القسم الشمالي من بلدة الحصن، على يمين الطريق الذي يصل مدينة إربد بالعاصمة عمان، نقطة التقاء جبال عجلون بسهول حوران. يتميز التل بكبر حجمه إذ تبلغ مساحته 99 دونمًا، كما يرتفع حوالي 660 م عن سطح البحر، ويرتفع حوالي 26 قدمًا عن سطح الأرض.
وتم التنقيب الأثري في التل في المواسم 2008 م و2009 م، والجهة التي قامت بالتنقيب في التل جامعة اليرموك ممثلة بالدكتور زيدون المحيسن، وقد شارك في الحفرية مجموعة من الطلبة كلية الآثار والأنثروبولوجيا، وكشف موسمين التنقيب عن مجموعة من الآثار كان أهمها المسجد الأموي والحصن الأموي.

## مراحل الاستقرار القديم في تل الحصن
- العصر الحجري:

العصر الحجري النحاسي Chalcolithic (3750-3200) ق.م.
- العصر البرونزي Bronze age (3500-1200) ق.م.

1. العصر البرونزي المبكر (3200-2000) ق.م.
2. العصر البرونزي المتوسط (2000-1550) ق.م:
3. العصر البرونزي المتأخر (1550-1200) ق.م.

- العصر الحديدي Iron age (1200- 539) ق.م.
- العصر  الكلاسيكي (332 ق.م - 640 م).
- العصر الروماني (63 ق.م- 324 م).
- العصر البيزنطي (324- 640 م).
- العصر الإسلامي (640 م- حتى نهاية الفترة العثمانية)

عنوان الوصلة
ترجع أقدم فترات الاستقرار في التل إلى العصر البرونزي حوالي 3000 ق.م، كما أنه شهد فترات استقرار متعاقبة ابتداءً من العصر البرونزي، والحديدي، والهلنستي، والروماني، والبيزنطي، والفترات الإسلامية المتأخرة.
لعب التل دورًا مهمًا في الفترات التاريخية حيث تبرز أهميته في العصر البرونزي الحديث (المتأخر) 1550-1200 ق.م، ويظهر ذلك من خلال كثافة الاستقرار في التل وحجمه، ففي الدور الأول من العصر البرونزي المتأخر 1550- 1410 ق.م لعب التل دورًا بارزًا وذلك خلال حكم الفرعون المصري تحتمس الرابع أحد ملوك الدولة المصرية الحديثة، واستمرت أهميته في الدور الثاني من العصر البرونزي المتأخر 1410- 1340 ق.م، وهي الفترة المعروفة باسم فترة العمارنة، وكان تل العمارنة عاصمة الدولة المصرية الحديثة التي عثر في مكتبتها على العديد من الرقم الطينية ذات الكتابات المسمارية التي تمثل مراسلات ملوك مصر بغيرهم من ملوك دول الشرق الأدنى القديم، كما تناولت هذه الرقم معلومات عن تاريخ الأردن في هذه الفترة (المحيسن 2009: 8).
أما في الدور الثالث من العصر البرونزي المتأخر 1340- 1200 ق.م، وخلال حكم الأسرة المصرية التاسعة عشر، فكانت الحصن منطقة زراعية خصبة اشتهرت بزراعة الحبوب والعنب والزيتون في تلك الفترة، الأمر الذي جعلها محط أطماع ملوك مصر القديمة، بالإضافة إلى أهميتها الاستراتيجية والعسكرية (المحيسن 2009: 8).
استمرت أهمية التل خلال العصور الحديدية 1200- 539 ق.م، وخاصة خلال الدور الأول الذي تميز بقلة المعلومات عنه في منطقة شمال الأردن، إلا أن التل لعب دورًا خلال هذه الفترة، وذلك من خلال ما كشف عنه من مبانٍ متعددة تعود إلى هذا العصر، ويعزز ذلك أيضًا وجود مملكة باشان إحدى الدويلات الآرامية التي اشتهرت في العصر الحديدي (المحيسن 2009: 9).
ويعتقد العلماء أن الحصن هي نفسها ديون التي ازدهرت في العصر الهلنستي والروماني، ويدل على ذلك كثافة الاستقرار الهلنستي والروماني في منطقة التل وحوله، بالإضافة إلى وجود آثار رومانية منتشرة بين البيوت، ووجود البركة الرومانية التي تقع في الجنوب الغربي من الحصن، والكشف عن أبنية كنائس أرضياتها من الفسيفساء برسوم نباتية وحيوانية في جبال الحصن الشرقية (المحيسن 2009: 9).
وفي الفترة الإسلامية وبعد أن فتح المسلمون بلاد الشام واتخذ الأمويون من دمشق عاصمة لهم، بقيت الحصن ذات مكانة مهمة، فقد كان الخلفاء يقضون أوقات راحتهم في مناطق الأردن مع حاشيتهم، ومن بين هذه المناطق الحصن، فقد ذكرها الشعراء ومنهم الشاعر الأموي عدي ابن الرقاع العاملي الذي يذكر موضعين من الحصن هما مقدية والحصن سميت بذلك عندما سكنها العرب لأول مرة عام 1306 م وتحصنوا بتلها، وإن الاسم السابق لها هو «ديون» إحدى المدن العشر، وكان بعضهم يرجع تسمية «الحصن» نسبة إلى «الحصيني» أحد الأولياء الصالحين المتوفى عام 1451 م، إذ قام السكان بإطلاق هذه التسمية تيمنًا به وتقربًا منه.

## تاريخ البحث الأثري
ذكر الموقع لأول مرة من قبل العالم النمساوي السويسري بيركهارت (Burckhardt) أثناء زيارته للمنطقة في رحلته من دمشق إلى القاهرة.
كما ذكرت الحصن من قبل بكينجهام (Buckingham)، ووصفها بأنها تقع عند أسفل التل، وتنتهي عند النهايات الغربية للسهل، يشير الرحالة ليندسي (Lendesy) إلى أنه مر بقرية الحصن عام 1847 م، وفي عام 1895 م قام سيتيزن (Seetzen) بزيارة الموقع، وأشار أيضًا إلى أن الحصن هي البلدة الرئيسة في بني عبيد، وأن التل يقع جنوبي اربد، كما شملت المنطقة في المسوحات الأثرية التي قام بها نلسون جلوك (Glueck) في المنطقة، وذكرها ضمن المواقع التي ترجع إلى فترة العصر البرونزي والحديدي، ويرى ماكدونالد (MacDonald) أن تل الحصن هو تل اصطناعي يقع إلى الجنوب من مدينة اربد، قام لانكستر هاردنج (L.Harding) بزيارة الموقع وعمل مسوحات أثرية، كما ذكر هاردنج تل الحصن في كتابه آثار الأردن، مشيرًا إلى وجود كتابات ونقوش تدل على وجود التل أيام الرومانيين والبيزنطيين، وإلى أن مدينة ديون إحدى المدن العشرة (الديكابوليس) التي لم يكشف عنها بعد هي مدينة الحصن (هاردنج 1971: 62).
وفي عام 1960 م قامت روث أميران (R.Amiran)، وضمن دراستها لفخار العصر البرونزي الوسيط (MB1) في فلسطين (تل المتسلم وتل بيت مرسيم والحصن وتل عفيف)، بدراسة فخار الكهف الذي يبعد 1 كم جنوب التل حيث عملت على تقسيمه إلى الفترات الزمنية من حيث الجغرافية والأشكال، ومن ثم تقسيمه إلى تقسيمات فرعية أخرى، كما قامت أيضًا بدراسة مفصلة للفخار حسب الأشكال والزخارف وتقنية الصنع.
وفي عام 1977 م قام زيدان كفافي بدراسة فخار الكهف الذي يبعد 1 كم جنوب التل ضمن دراسته لفخار العصر البرونزي المتأخر في الأردن (Kafafi 1977: 154)، وأكد على استمرارية الاستيطان في التل طوال العصور البرونزية والحديدية دون انقطاع (كفافي 2005: 133، 194). وفي العام نفسه تحدث جيمس ساور (Sauer) عن التل مشيرًا إلى أنه أحد المواقع التي ترجع إلى فترة العصر البرونزي الوسيط MBI. وفي عام 2009 قام محمود حمزه الامام بزياره الموقع الدكتور بكليق الاداب جامعه المنصورة ووجد انها أيضا ترجع الي العصر البرونزي

## أهم المكتشفات الأثرية في الموقع
إن أهم المكتشفات التي أظهرتها أعمال التنقيب الأثري في الموسم الأول عثر عليها فوق سطح التل، وهي الكشف عن حصن أموي (قلعة) مربع الشكل يبلغ طول ضلعه حوالي 100 متر، وبنيت على زوايا الحصن الأربعة أربعة أبراج مستطيلة الشكل، ويبدو أن هذا الحصن قد لعب دوراً عسكرياً مهماً خلال الفترة الأموية، ويدل وجود مثل هذا الحصن العسكري على أهمية الأردن في تلك الفترة، كما يعد هذا الحصن العسكري الذي كشف عنه في منطقة الحصن فريداً من نوعه ومتميزاً عن غيره من الحصون العسكرية التي عرفت خلال الفترة الأموية.

المسجد الأموي

و من المكتشفات التي تؤرخ إلى العصر الأموي مسجد صغير (3.5*3 م)، احتوى مِحراباً في منتصف جداره الجنوبي، ويقع على بعد عدة أمتار إلى الغرب من بوابة الحصن (القلعة) الرئيسية الواقعة في الجهة الجنوبية من التل، ويتسع المسجد لحوالي عشرة مصلين، وربما كان يخدم مجموعة من الجنود المسئولين عن حراسة بوابة الحصن. وتشير المكتشفات إلى أن هذا المسجد كان سقوفا بقبة بدليل العثور على أربعة أعمدة في زواياه استخدمت لحمل القبة (محيسن 2009: 8- 12).
وتم دراسة فخار الموسم الأول 2008 م وذلك بأخذ مجموعة من العينات الفخارية التي وصل عددها إلى خمسين قطعة، والتي تمثلت بكسر لزبادي، وجرار، وأباريق، وقواعد، ومقابض، وأسرجة، وصنابير، مع الأخذ بعين الاعتبار التنوع في الطبقات الأثرية التي أخذت منها، والاختلاف في الألوان، والمسامية، والصلابة.
وتبين أن هذه الفخاريات تعود للعصر الروماني والبيزنطي (الزعبي 2009: 38- 39).

### المقبرة البئرية
تبعد المقبرة حوالي 50 م شمال شرق تل الحصن، وحوالي 10 م إلى الشرق من الطريق المعبد الذي يربط أربد بالحصن، وتعد المقبرة من المقابر البئرية التي انتشرت في العصور البرونزية، ولها مدخل رئيسي، فوهة مقطوعة في الصخر الطبيعي، يبلغ قطرها 1.8 م، والارتفاع 2.5 م، وتؤدي إلى في نهايتها إلى أربعة مداخل في الاتجاهات الأربعة، وكانت تغلق بحجارة بشكل محكم (محيسن 2009: 12). 